# 黄树森
黄树森（1956年—），广东中山人，中华人民共和国政治人物，澳门中华总商会副理事长，中华全国青年联合会原副主席。